# The Landing
The Landing (englisch für Der Treppenabsatz) ist ein großes und flaches Firnfeld im ostantarktischen Viktorialand. Es liegt im oberen Skelton-Gletscher zwischen den Gletscherabschnitten Upper und Lower Staircase.
Kartiert und nach seiner Lage deskriptiv benannt wurde das Firnfeld 1957 von der neuseeländischen Mannschaft der Commonwealth Trans-Antarctic Expedition (1955–1958).